# Сарсени Докучаєвська

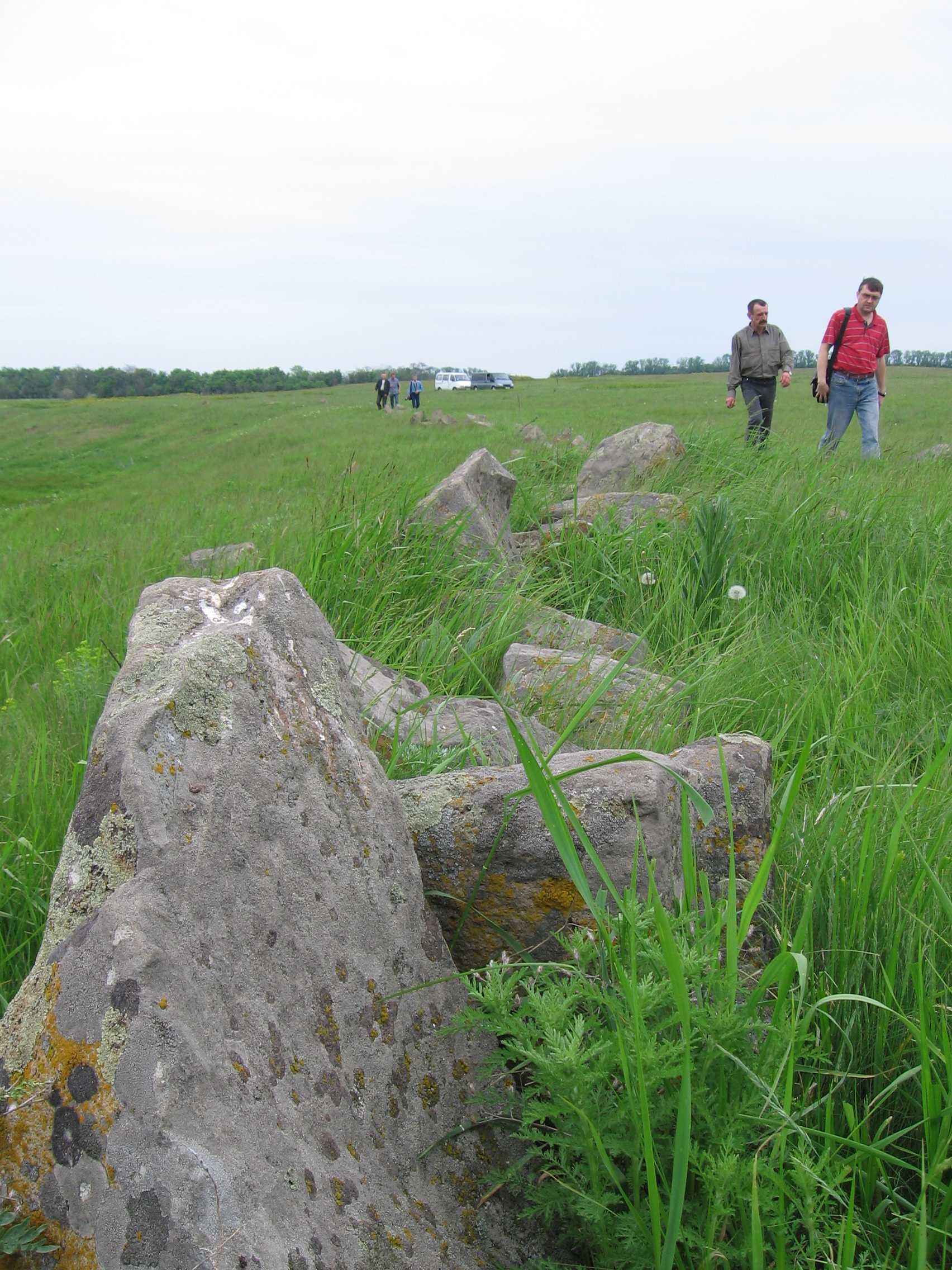
Сарсени Докучаєвська. Україна

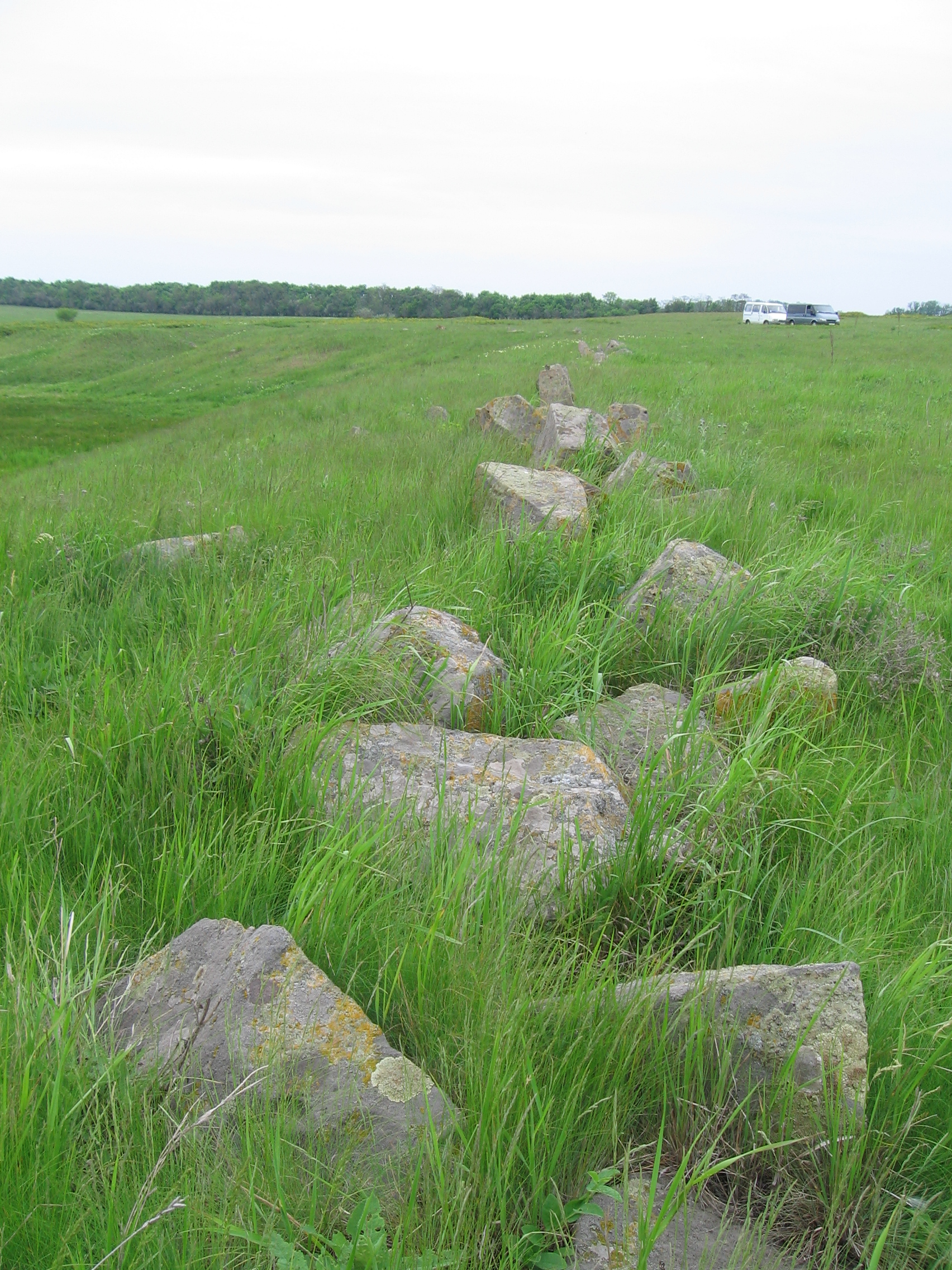
Сарсени Докучаєвська

Сарсени Докучаєвська — давні кам'яні споруди у вигляді вервечок окремих каменів-сарсенів довжиною близько кілометра. Імовірно — оконтурювали берег річки або водоймища. На окремих ділянках збереглося щільне припасування каменів один до одного.
Розташовані між м. Докучаївськ і річкою Кальміус у Кальміуському районі.
Походження невідоме. Практично недосліджені.

## Галерея
Світлини з експедиції Українського культурологічного центру та представників ЗМІ Донецька

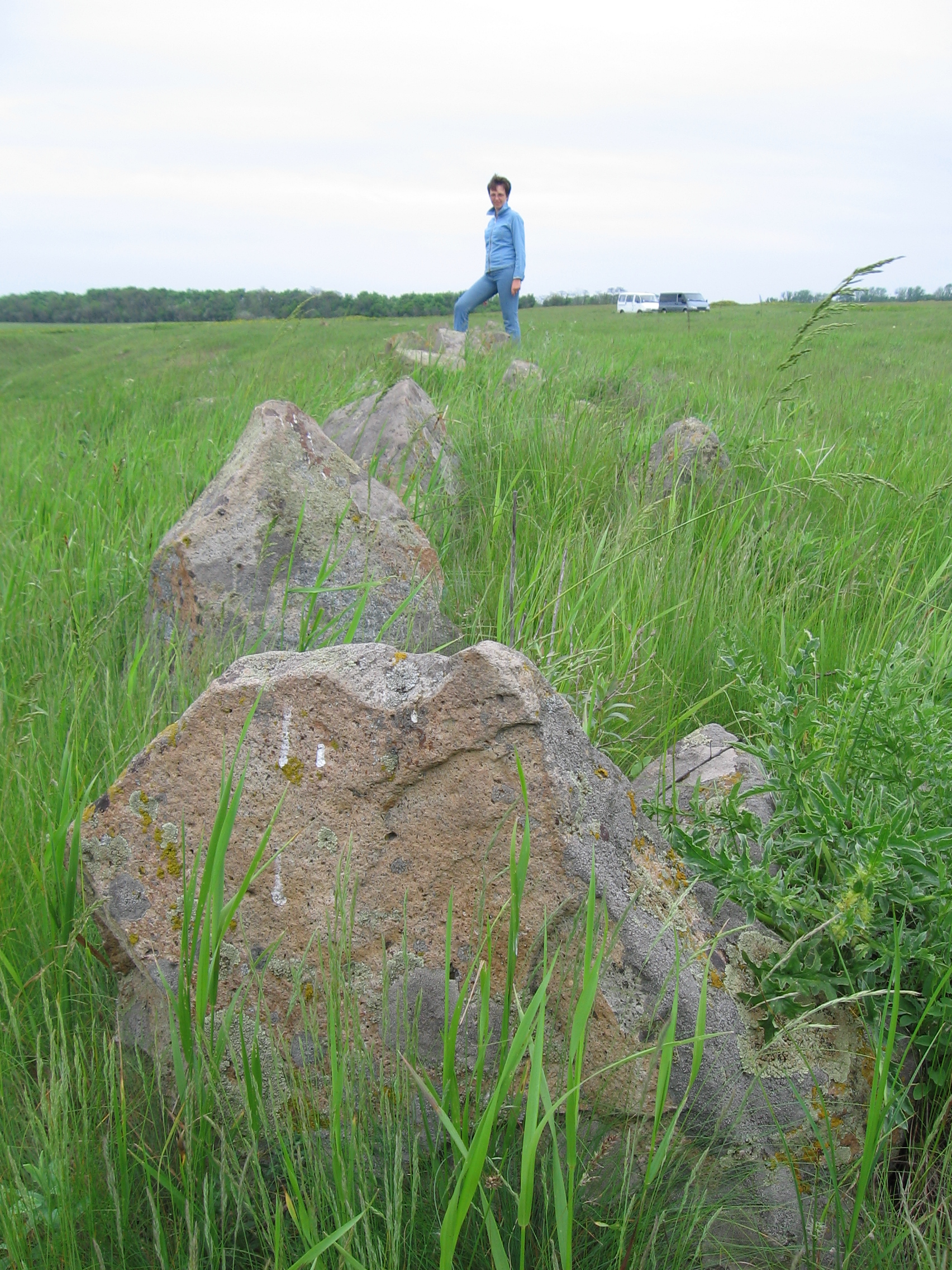
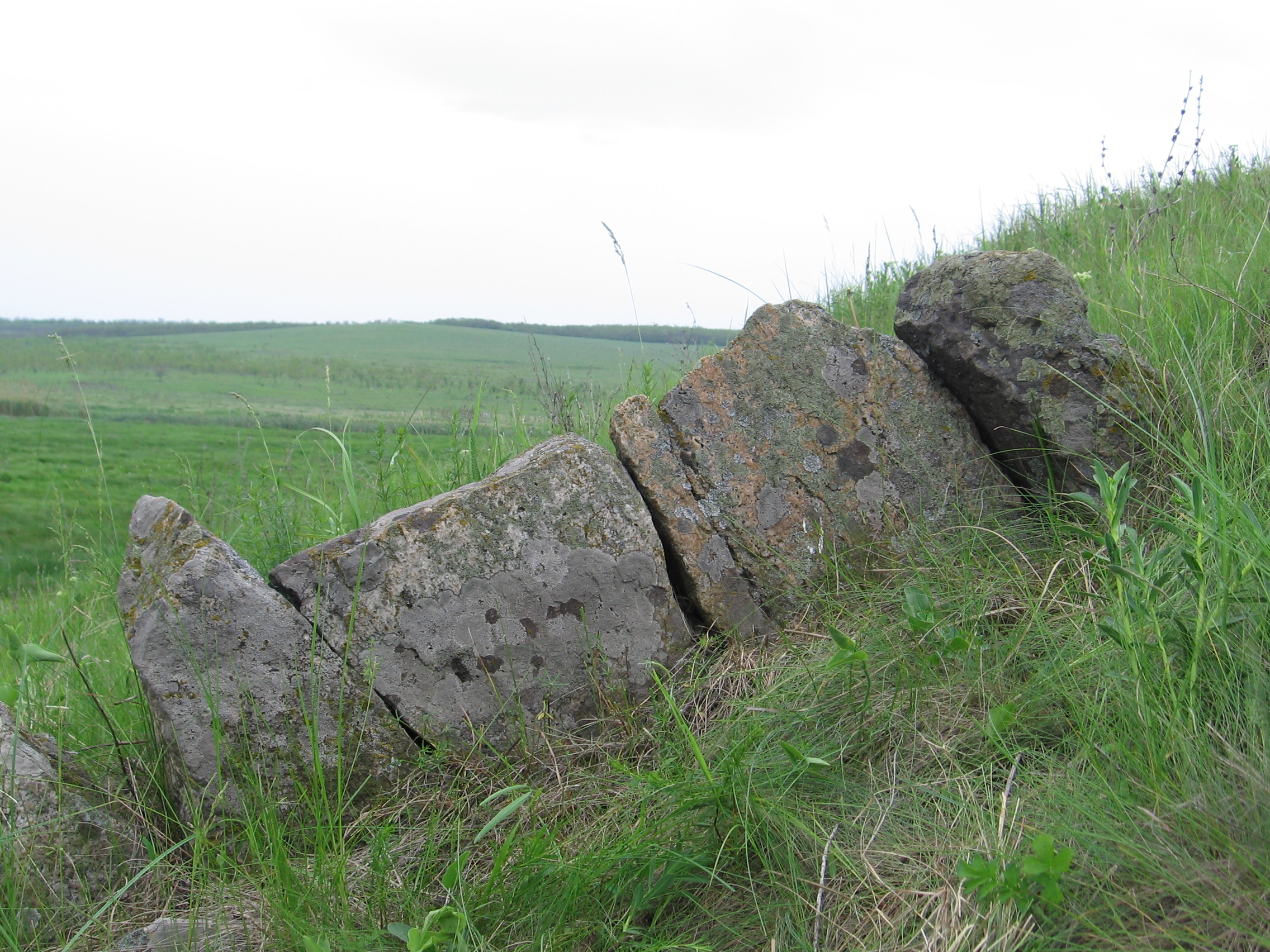